# 2 شعبان
- السبت
- الأحد
- الاثنين
- الثلاثاء
- الأربعاء
- الخميس
- الجمعة

- 2525 يناير 2025
- 2626 يناير 2025
- 2727 يناير 2025
- 2828 يناير 2025
- 2929 يناير 2025
- 3030 يناير 2025
- 131 يناير 2025
- 21 فبراير 2025
- 32 فبراير 2025
- 43 فبراير 2025
- 54 فبراير 2025
- 65 فبراير 2025
- 76 فبراير 2025
- 87 فبراير 2025
- 98 فبراير 2025
- 109 فبراير 2025
- 1110 فبراير 2025
- 1211 فبراير 2025
- 1312 فبراير 2025
- 1413 فبراير 2025
- 1514 فبراير 2025
- 1615 فبراير 2025
- 1716 فبراير 2025
- 1817 فبراير 2025
- 1918 فبراير 2025
- 2019 فبراير 2025
- 2120 فبراير 2025
- 2221 فبراير 2025
- 2322 فبراير 2025
- 2423 فبراير 2025
- 2524 فبراير 2025
- 2625 فبراير 2025
- 2726 فبراير 2025
- 2827 فبراير 2025
- 2928 فبراير 2025

2 شعبان أو 2 شعبان المُعَظّم أو يوم 2 \ 8 (اليوم الثاني من الشهر الثامن) هو اليوم التاسع بعد المائتين (209) من أيَّام السنة (أو العاشر بعد المائتين لو كان شهر جمادى الآخرة مُتممًا لليوم الثلاثين أو الحادي عشر بعد المائتين لو أتم كلاً من صفر وربيع الآخر وجمادى الآخرة ثلاثين يوماً) وفق التقويم الهجري القمري (العربي). يبقى بعده 145 أو 146 يومًا لانتهاء السنة.

## أحداث
- 5هـ أو 6هـ - النبي محمد يخرج من المدينة المنورة ليواجه بني المصطلق.
- 1334هـ - المدينة المنورة تتحول إلى مسرح للأعمال الحربية بين قوات الشريف حسين والجيش العثماني.
- 1337هـ - اندلاع الحرب الثالثة بين بريطانيا وأفغانستان؛ بسبب عدم اعتراف الحكومة الهندية البريطانية باستقلال أفغانستان.
- 1349هـ - 700 قتيل في انفجار «بركان ميرابي» في جزيرة جاوة الإندونيسية.
- 1387هـ - قيام انقلاب في اليمن الشمالي يطيح بالمشير عبد الله السلال، وذلك في أثناء زيارته لبغداد، وتشكيل مجلس رئاسي لإدارة شئون البلاد من ثلاثة أمناء في مقدمتهم عبد الرحمن الأرياني. والمعروف أن حكومة السلال كانت تلقى دعمًا عسكريًّا من حكومة الرئيس جمال عبد الناصر.
- 1417هـ - عدي نجل الرئيس العراقي صدام حسين يتعرض لمحاولة اغتيال أدت إلى إصابته بجرح بليغ.
- 1428هـ - مقتل أكثر من 250 شخص وجرح 500 آخرين في أربعة تفجيرات بصهريج نفط و3 سيارات مُفخخة في بلدتي القحطانية والعدنانية ذات الغالبية اليزيدية في محافظة نينوى في العراق.
- 1436هـ -
  - تنظيم الدولة الإسلامية (داعش) يُسيطر على مدينة تدمر في سوريا، ومُنظمة اليونيسكو تتخوَّف من تعرَّض الآثار العالميَّة في المدينة للهدم.
  - مدير الاستخبارات الوطنية الأمريكي يكشف ما أطلق عليه مكتبة أسامة بن لادن التي تحتوي مجموعة من 409 وثيقة وكتاب ورسالة وجدت عندما تم اغتياله.
- 1444 هـ - مقتل 11 فلسطينيًّا وإصابة 102 بالرصاص الحي إثر اقتحام جيش الاحتلال الإسرائيلي لمدينة نابلس.

## مواليد
- 2هـ - عبد الله بن الزبير، صحابي وأول مولود في الإسلام، وخليفة المسلمين لفترة قصيرة.
- 396هـ - أبو إسماعيل عبد الله بن أبي منصور محمد الأنصاري، عالم وشيخ الإسلام في زمانه.
- 1302هـ - منيرة المهدية، فنانة مصرية.
- 1342هـ - عبد الرحمن اليوسفي، رئيس وزراء المغرب.
- 1372هـ - إيفا، ممثلة مصرية.
- 1384هـ - شريهان، ممثلة مصرية.
- 1385هـ - لطيفة رأفت، مغنية مغربية.
- 1389هـ - فيصل علي أكرم، شاعر وأديب سعودي.
- 1391هـ - سميرة الوهيبي، ممثلة ومخرجة عمانية.
- 1392هـ -
  - وفاء الكيلاني، إعلامية مصرية.
  - غادة شعاع، لاعبة ألعاب قوى سورية.
  - سلوى المطيري، ناشطة سياسية كويتية.
  - سلمان القريني، لاعب كرة قدم سعودي.
- 1404هـ - خالد النمش، لاعب كرة قدم كويتي.
- 1408هـ - حمد أشكناني، ممثل كويتي.

## وفيات
- 255هـ - أبو عبد الله محمد المعتز بالله، الخليفة العباسي الثالث عشر.
- 1432هـ - علي بحر، مغني بحريني.
- 1407هـ - عبد الرحمن الخميسي، شاعر مصري.
- 1409هـ - سعيد حوى، داعية ديني وأحد أعلام جماعة الإخوان المسلمون في سوريا.
- 1432هـ - إبراهيم قاشوش، مناضل سوري وأحد رموز الثورة السورية ضد نظام آل الأسد.
- 1436هـ - عبد العزيز بناني، قائد عسكري مغربي.

## وصلات خارجية
- موقع قصة الإسلام: حدث في شهر شعبان.